# Forstbezirk

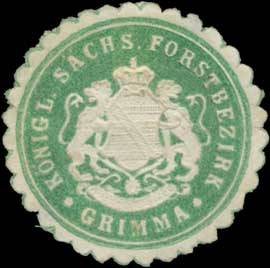
Siegelmarke Königl. Sächs. Forstbezirk Grimma

Ein Forstbezirk (Forstgutsbezirk) ist ein abgegrenztes Waldgebiet und eine hierarchische Gliederungstufe der Forstverwaltungsgliederung. Der Forstbezirk untergliedert sich in mindestens einige Forstreviere, die von den Revierförstern betreut werden. Für die Betreuung des Forstbezirks (Waldbewirtschaftung, Aufforstung, Baumfällung usw.) ist der Forstbezirksleiter eines Forstbetriebs oder Leiter eines Forstamts (früher sog. Oberförster) zuständig.
Das Gesamtterritorium des Forstbezirks kann 3.700 Quadratkilometer (370.000 ha) umfassen (zum Beispiel, Forstbezirk Oberlausitz). Die Waldfläche kann von 18.000 ha (z. B., Forstgutsbezirk Reinhardswald) bis 120.000 Hektar betragen.
Bis 1966 hatten viele gemeindefreie Gebiete in Bayern die Bezeichnung Forstbezirk im Namen. Nach der Bekanntmachung des Bayerischen Staatsministerium des Innern vom 16. September 1966 Nr. I B 3 – 3000/10 – 9 über Bestand und Namen der Gemeindefreien Gebiete. Bayerischer Staatsanzeiger Nr. 39 vom 30. September 1966 soll diese Bezeichnung, ebenso wie die Bezeichnungen Wasserbezirk und Seebezirk in Bayern nicht mehr verwendet werden.